# Triotar

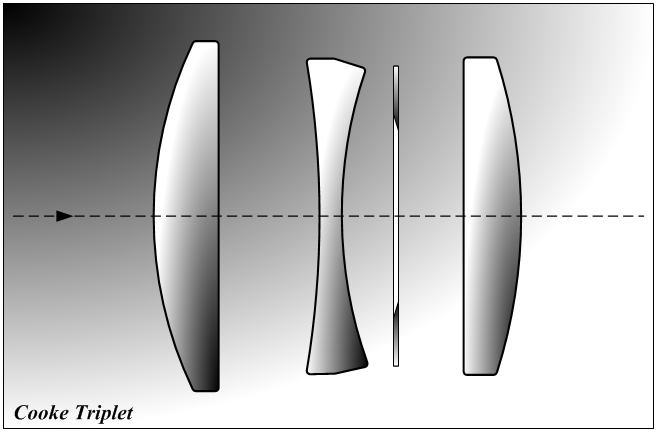
Schnittbild Triplet Objektiv

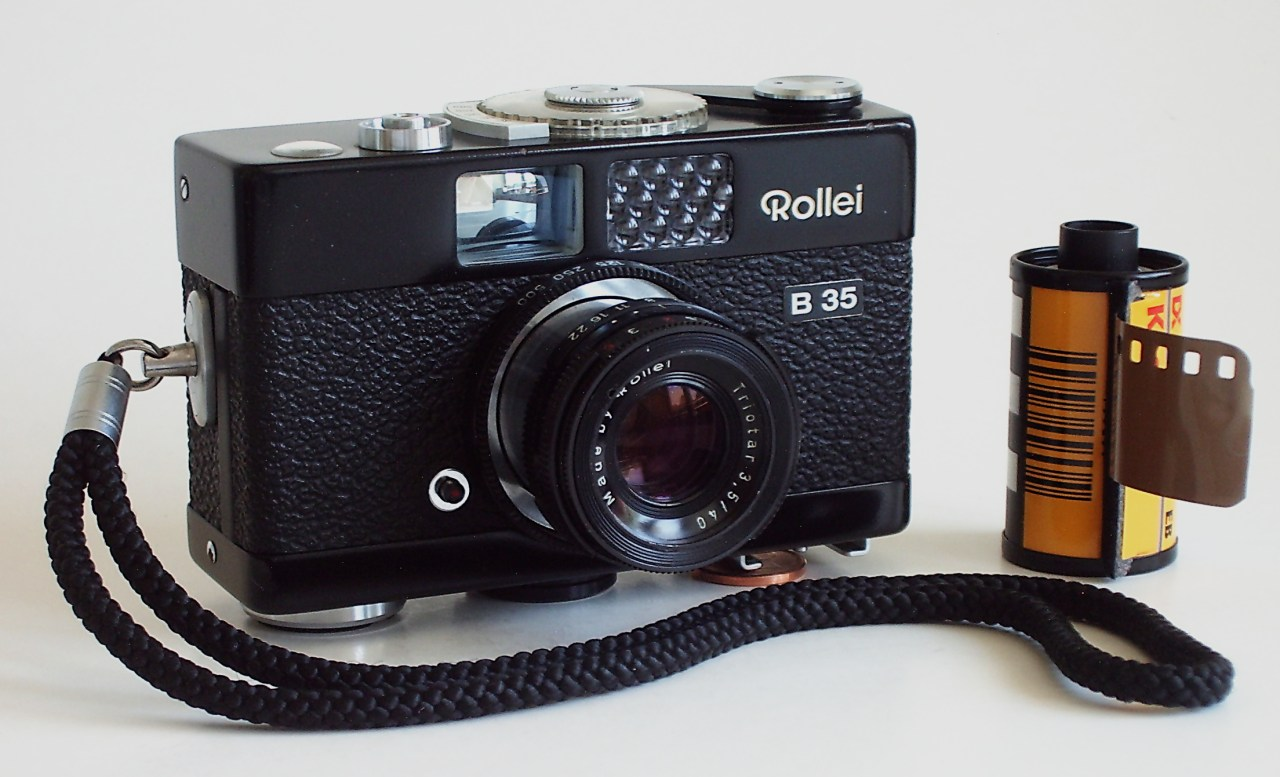
Rollei B 35 mit Triotar 40mm, f/3,5

Triotar ist eine Marke für ein dreilinsiges Objektiv der Firma Carl Zeiss.

## Optischer Aufbau
Vom Aufbau her entspricht das Triotar dem (Cookeschen-) Triplet. Zeiss hatte das Triotar als einfach aufgebautes und günstiges Objektiv für preiswerte Kameras im Angebot. Mit den Weiterentwicklungen des Triplet-Typs Tessar (vier Linsen in drei Gruppen) und Sonnar (typischerweise fünf Linsen in vier Gruppen) konnte Zeiss wesentlich leistungsfähigere Objektive anbieten, allerdings auch zu höheren Preisen.

## Verwendung
Eingesetzt wurde das Triotar unter anderem in der Rolleicord, der günstigen Variante der Rolleiflex und den günstigen Varianten der Rollei 35 (B, C, LED). Es gab auch Versionen für  Contax-Sucherkameras, mit M42 und Exakta Anschluss.
Heute wird es noch in hochwertigen Lupen genutzt.
Siehe auch: Cooke-Triplet, Heliar